# Lorenzo Gambara
Œuvres principales
- De navigatione Christophori Columbi
- Expositi

Lorenzo Gambara (né à Brescia en 1495 ou 1496 et mort en 1586 à Rome) est un poète et humaniste italien. Il est l'auteur d'un poème en latin sur la vie et l'expédition de Christophe Colomb : De navigatione Christophori Columbi, qui est son œuvre la plus significative. Publié à Rome en 1581, il sera réédité en 1583 et 1585. En 1574, il publie à Naples, sous le titre Expositi, une traduction-adaptation en hexamètres latins du roman grec Daphnis et Chloé de Longus. Les deux œuvres sont dédiées au cardinal Antoine de Granvelle.

## Biographie
Né à Brescia dans la république de Venise, d’une famille distinguée, et qui donna à l’Église plusieurs cardinaux, il s’attacha au cardinal Farnese, fit partie de sa maison, et demeura longtemps à Rome avec lui. II habita aussi Padoue : enfin quelques hendécasyllabes, que lui adressa Marc-Antoine Flaminio, nous apprennent qu’il fit un voyage en Allemagne. Il était lié d’une amitié étroite avec Basilio Zanchi, lequel, ainsi que lui, cultivait les muses latines. Paul Manuce parle avec éloge de Gambara et de ses ouvrages. Il est également loué par Lilio Gregorio Giraldi, quoique ce savant, regardé comme un des hommes les plus éclairés d’Italie, fut, en général, assez peu favorablement disposé à l’égard des poètes brescians. Marc Antoine Muret, au contraire, met Gambara au nombre des mauvais poètes, et marque l’humiliant mépris qu’il faisait de ses vers, en inscrivant, à la tête de l’exemplaire qu’il en avait, un distique ignoble et grossier qui, peut-être, fait plus de tort au goût de son auteur, qu’il ne flétrit celui qui en est l’objet. Quelle qu’ait été la cause de l’humeur de Muret contre Gambara, et quoique quelques modernes aient adopté son opinion, le cardinal Querini observe, ce nous semble, assez judicieusement, qu’elle peut difficilement prévaloir sur celle de Paul Manuce, dont Muret reconnaissait les lumières, et auquel lui-même soumettait ses ouvrages. Cette remarque acquiert une nouvelle autorité, d’un suffrage qui ne laisse pas d’avoir du poids, celui de Juste Lipse, reconnu pour un bon critique, et qui parle avantageusement de Lorenzo Gambara.

## Œuvres
Parmi les ouvrages que nous a laissés ce dernier, on compte six poèmes principaux, outre beaucoup d'autres pièces moins considérables, savoir :
- Columbus, ou la découverte du Nouveau-Monde, divisé en quatre livres. Gambara l’entreprit à la sollicitation du cardinal Granvelle. Le père de ce cardinal, tandis qu’il était à Vérone, avait appris, de la bouche même de Colomb, les détails de son expédition, et avait eu ensuite occasion d’en faire le récit à Charles Quint, qui y avait pris grand plaisir.
- Venitiæ, Venise, dont le poète raconte l’origine et donne la description.
- Caprarola ; c’est le nom de la plus belle maison d’Italie Gambara décrit tout ce qu’elle a de remarquable.
- Expositi, les Exposés ; poème ainsi intitulé, parce qu’on y suppose que les deux personnages dont il y est question, Leucé et Daphnis, sont restés exposés dans l’île de Lesbos : c’est une sorte d’imitation de Daphnis et Chloé de Longus, mais fort au-dessous de son modèle.
- Gigantomachia, ou combat des géants.
- Anguis : le poète y déplore la mort de Jean François de Gambara et de son fils Maffée.
- Des Élégies, des Églogues, des Épigrammes, et d’autres pièces de vers, les unes religieuses, les autres profanes. Gambara condamna ces dernières au feu, quoiqu’elles formassent plus de dix mille vers, en regrettant le temps qu’il y avait perdu. Il fit plus ; il composa un Traité des moyens de perfectionner la poésie, et de la rendre plus utile en la consacrant à la religion et à des sujets moraux : il s’attache à y prouver que ce bel art ne perdrait rien, en renonçant aux fables païennes, et qu’il lui resterait encore un champ assez vaste pour étaler toutes ses magnificences, et une infinité de sujets assez féconds sur lesquels le génie pourrait s’exercer. Selon Baillet, ce Traité aurait été imprimé à Rome, l’année même de la mort de l’auteur, arrivée en 1586, à l’âge de quatre-vingt dix ans. Il y a trois éditions des Œuvres de Gambara : deux de Rome, en 1581 et 1586, et une de Bâle, en 1555, où les vers de Lorenzo Gambara sont réunis avec ceux de son ami, Basilio Zanchi. La Gigantomachia manque dans les deux éditions de Rome, et ne se trouve que dans celle de Bâle ; et le poème intitulé Anguis n’est dans aucune des trois : mais il fut imprimé à part à Venise.

## Publications
- Poemata, Rome, Valerio et Luigi Dorico, 1551 ; réédition : Anvers, Christophe Plantin, 1569 lire en ligne.
- Rerum sacrarum liber, imprimé par Christophe Plantin à Anvers en 1576.
- De navigatione Christophori Columbi, Rome, 1581.
  - Édition critique : (es) Manuel Yruela Guerrero, « De navigatione Christophori Columbi libri quattuor », de Lorenzo Gambara de Brescia. Estudio introductorio, edición crítica y traducción, Cadix, Université de Cadix, 1993  (ISBN 84-7786-127-7).
- Expositi ad illustrissimum Antonium Perenotum Granvelanum, cardinalem, et in regno Neapolitano proregem, Naples, Giuseppe Cacchi, 1574 ; rééditions : Rome, Francesco Zanetti, 1581 ; Rome, Bartolomeo Bonfadino et Tito Diani, 1583.